# Mannen på trottoaren
Mannen på trottoaren är ett drama av Per Olov Enquist och Anders Ehnmark från 1979.
Manuset finns utgivet i två samlingar med Enquists dramatik - Protagoras sats. På spaning efter det politiska förnuftet 1987 och Dramatik II: De politiska 2017.

## Uppsättningar
Urpremiären ägde rum på Målarsalen på Dramaten 1979 i regi av Staffan Roos. Uppsättningen spelades 66 föreställningar.
| Roll                        | Dramaten 20 oktober 1979 |
| --------------------------- | ------------------------ |
| Regi                        | Staffan Roos             |
| Scenografi                  | Sören Brunes             |
| Aseff                       | Jan Blomberg             |
| Rannsakningsdomaren         | Axel Düberg              |
| Maj Wieslander              | Mona Malm                |
| Carl Henrik Ekfält          | Anders Ahlbom            |
| Eriksson                    | Sten-Johan Hedman        |
| Kristina Agreus             | Kristina Adolphson       |
| Enst Armfeldt               | Allan Edwall             |
| Gerd Litzow                 | Sif Ruud                 |
| Dagmar Kunze                | Marie Göranzon           |
| Tjänstgörande vid domstolen | Frank Bruzelius          |
| Tjänstgörande vid domstolen | Hans Ledel               |
| Jegor Sasonov               | Pontus Gustafsson        |